# 天主教錫沃根加教區
天主教錫沃根加教區 （拉丁語：Dioecesis Sivagangaiensis）是羅馬天主教的一個教區，包括印度泰米爾納德邦錫沃根加縣和拉默納特布勒姆縣，受馬杜賴總教區管轄。
教區成立於1987年7月3日。2004年有教友225,548名，佔轄區總人口百分之9.1。由140名司鐸名管理六十個堂區。現任教區主教為傑巴拉邁‧蘇賽馬尼卡姆。